# Brightview
Brightview – miasto w Australii, w stanie Queensland.